# Leptaleus uralensis
Leptaleus uralensis is een keversoort uit de familie snoerhalskevers (Anthicidae). De wetenschappelijke naam van de soort is voor het eerst geldig gepubliceerd in 1905 door Pic.